# Gonatostylis
Gonatostylis – rodzaj roślin z rodziny storczykowatych (Orchidaceae). Obejmuje dwa gatunki endemiczne dla Nowej Kaledonii w Oceanii.

## Systematyka
Rodzaj sklasyfikowany do podplemienia Goodyerinae w plemieniu Cranichideae, podrodzina storczykowe (Orchidoideae), rodzina storczykowate (Orchidaceae), rząd szparagowce (Asparagales) w obrębie roślin jednoliściennych.
Wykaz gatunków
- Gonatostylis bougainvillei N.Hallé
- Gonatostylis vieillardii (Rchb.f.) Schltr.